# Edward Nowak

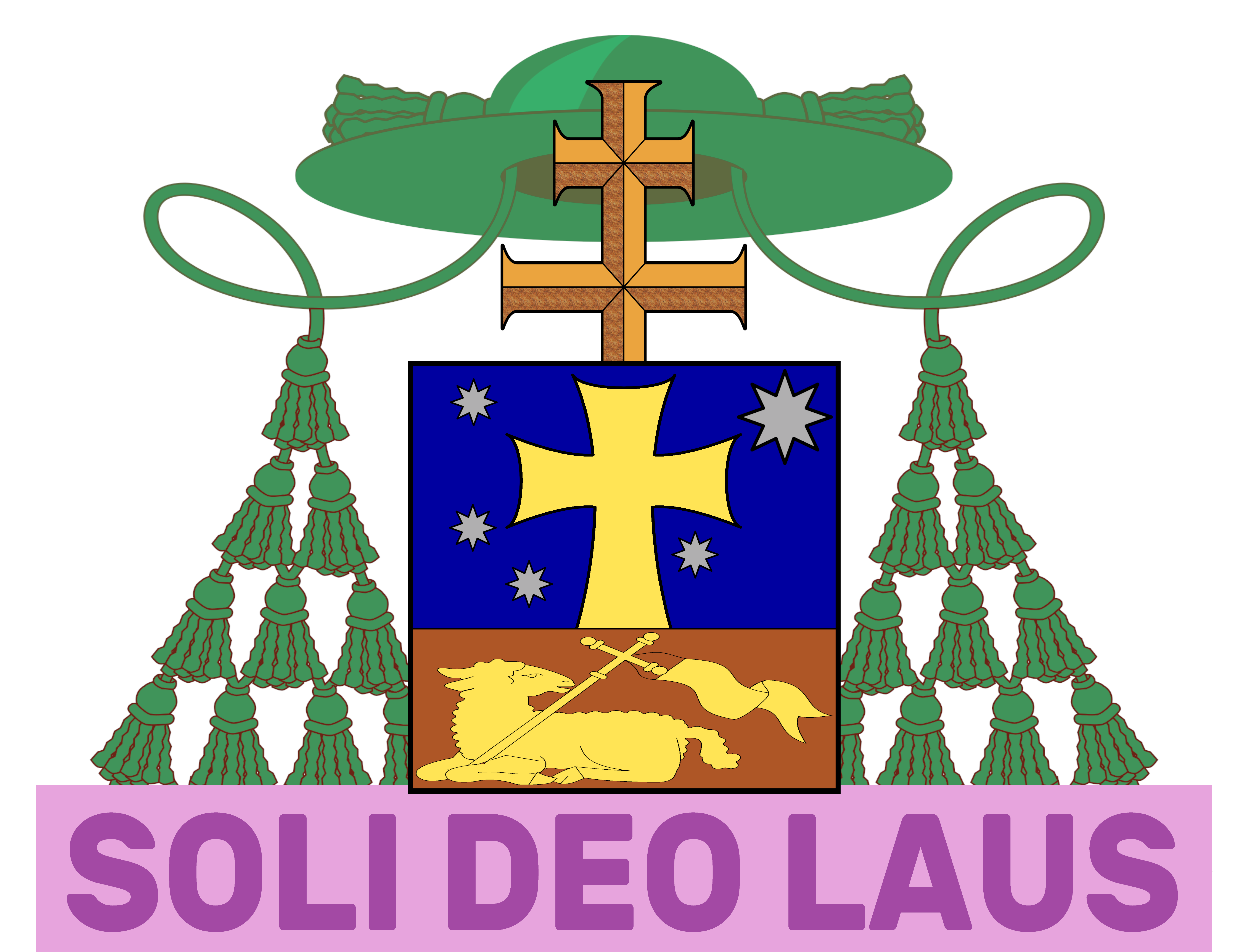
Erzbischofswappen von Edward Nowak

Edward Nowak (* 21. Februar 1940 in Nowy Żmigród) ist ein polnischer Geistlicher und emeritierter Kurienerzbischof der römisch-katholischen Kirche.

## Leben
Nowak wurde am 13. Januar 1963 für die Diözese von Przemysl zum Priester geweiht.
Am 24. Februar 1990 ernannte ihn Papst Johannes Paul II. zum Titularerzbischof von Luni und zum Sekretär der Kongregation für die Selig- und Heiligsprechungsprozesse. Die Bischofsweihe spendete ihm Johannes Paul II. am 5. April 1990 im Petersdom; Mitkonsekratoren waren die Erzbischöfe Giovanni Battista Re und Justin Francis Rigali. Am 5. Mai 2007 ernannte Papst Benedikt XVI. ihn zum Assessor des Ritterordens vom Heiligen Grab zu Jerusalem.